# Fairchild F8

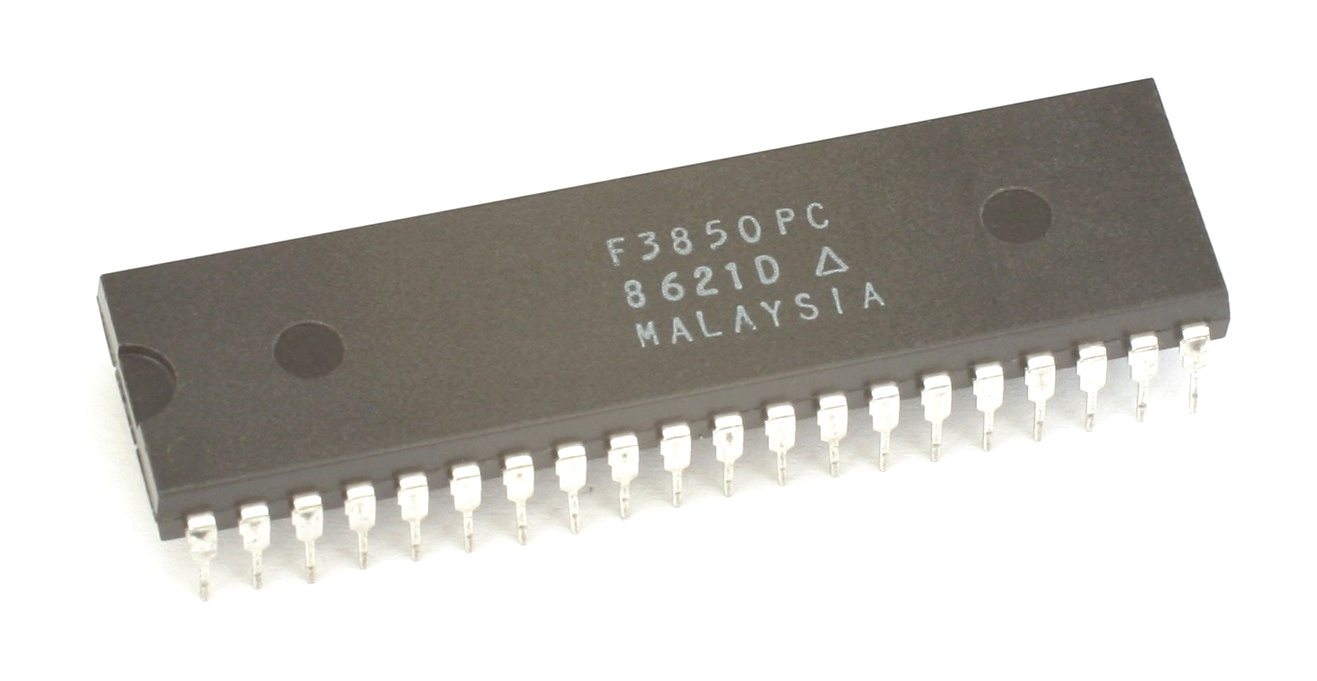
L'ALU 3850 del microprocessore Fairchild F8.

Il Fairchild F8 è un microprocessore ad 8 bit presentato da Fairchild Semiconductor nel 1975. Una delle persone responsabili del suo sviluppo fu Robert Noyce, cofondatore di Fairchild, azienda che lasciò nel 1968 per fondare Intel. Ebbe un così elevato successo che nel 1977 fu accreditata come la CPU più venduta a livello mondiale.

## Caratteristiche
Il microprocessore era in realtà un chipset composto da una unità aritmetica e logica (ALU) siglata 3850 (le prime versioni dell'ALU, in contenitore ceramico, erano siglate 38501) e da alcuni coprocessori che insieme costituivano la CPU nella sua interezza. L'ALU integrava 64 byte di RAM scratchpad che usava come memoria per i dati, visto che non poteva accedere a RAM esterna non essendo dotata di un bus indirizzi. L'ALU non poteva neanche eseguire le istruzioni del programma perché l'unità di elaborazione risiedeva su uno dei chip accessori.
I chip accessori erano i seguenti:
- 3851/3856 Program Storage Unit (PSU), unità che conteneva codice eseguibile;
- 3852 Dynamic Memory Interface (DMI), per l'accesso a memorie RAM di tipo dinamico;
- 3853 Static Memory Interface (SMI), per l'accesso a RAM statica;
- 3854 Direct Memory Access (DMA) per l'accesso diretto alla memoria;
- 3861/3871 Parallel I/O (PIO) per la gestione delle linee di Input/output.

A seconda delle necessità si potevano utilizzare più coprocessori PSU, DMI, SMI e PIO insieme ad un'unica ALU 3850. 
Qui di seguito sono elencate le principali caratteristiche della CPU e della PSU:
- ALU 3850:
  - Unità aritmetica e logica (ALU) integrata
  - 64 byte di memoria RAM
  - processo produttivo NMOS

- PSU 3851:
  - 76 istruzioni
  - memoria ROM per il codice eseguibile: 1 kB (2 kB nel modello 3856)
  - Program counter (PC) a 16 bit (64 kB di memoria indirizzabile)
  - Stack pointer (SP)
  - logica per l'indirizzamento della memoria
  - 2 porte di I/O
  - interrupt
  - contatori

Il Fairchild F8 lavorava con frequenze da 1 MHz a 2 MHz.

## Versioni
L'F8 fu prodotto come un singolo chip nel 1977 quando Mostek rilasciò il Mostek 3870, che integrava l'ALU 3850 ed il PSU 3851.
L'F8 fu utilizzato come CPU nella console giochi Fairchild Channel F del 1976, nel VideoBrain Family Computer del 1977 e nel MAEL 2000.
L'F8 ispirò altre CPU simili, come l'Intel 8048.